# Sibel Şimşek
Sibel Şimşek (Turquía, 10 de octubre de 1984) es una levantadora de pesas turca, que en la categoría de hasta 63 kg consiguió ser subcampeona mundial en 2010.

## Carrera deportiva
En el Campeonato Mundial celebrado en Antalya (Turquía) ganó la medalla de plata en menos de 63 kg levantando un total de 241 kg, siendo superada por la halterófila kazaja Maiya Maneza que levantó 246 kg, y por delante de la china Ouyang Xiaofang que fue bronce también con 241 kg.